# Saló Internacional del Còmic de Barcelona de 2004
El 22è Saló Internacional del Còmic de Barcelona es va celebrar a l'Estació de França entre el dijous 6 i el diumenge 9 de maig de 2014.
En aquesta ocasió, el còmic de l'Europa de l'Est, de temàtica antibel·licista, social i polític fou l'eix central de l'edició del certamen del 9è art. L'exposició principal, anomedada Wartime (temps de guerra), va estar dedicada a obres antibel·licistes d'autors de l'Europa de l'Est. La mostra va exposar una selecció de pàgines de la revista de còmics eslovena Stripburger i de l'obra recopilatòria Stripburek - comics from the other Europe, un recull del còmic contemporani d'autors originaris de les ex-repúbliques del bloc socialista. S'hi van poder veure vinyetes de l'autor eslovè Tomaz Lavric, el iugoslau Mr. Stocca (àlies Milan Pavlovic) o el croata Miroslav Nemeth. L'eix temàtic de l'antologia va estar centrada en la guerra i les seqüeles que deixa en els individus i els pobles que la pateixen.
El dibuixant maltès Joe Sacco, autor de reportatges gràfics antibèl·lics com Palestine (1993) i Safe Area Goražde: The War in Eastern Bosnia 1992-1995 (2000), també va fer acte de presèncial al Saló. Sacco va presentar la seva darrera novel·la gràfica, The Fixer (2003), que acabava de publicar Planeta deAgostini en castellà, sota el títol de El mediador. Una historia de Sarajevo. A més, Sacco va participar també a la taula rodona "Primera línia. Una mirada als conflictes bèl·lics actuals", acte compartit amb l'autor Igor Prassel, de la revista Stripburek, Eric Hauck en representació del Fòrum 2004 i les periodistes Anna Alba i Sandra Balsells.
Fou la darrera edició del Saló celebrada a l'Estació de França, ubicació en la qual el Saló va assolir la major superfície fins al present. El certamen de la vinyeta va establir un nou rècord d'espai a l'augmentar la seva superfície en 1.000 m² respecte a l'edició anterior, arrivant als 8.200 m². Aquest increment de superfície útil es va aconseguir amb el cobriment provisional d'una de les vies de l'estació de trens. L'espai va quedar repartit entre un total de 125 estands amb els quals el Saló va comptar, pertanyents a editorials, llibreries, botigues especialitzades, fanzines, escoles de còmic i altres empreses del sector. A més, el certamen va incloure un espai infantil i un taller de dibuix.
La darrera edició del Saló a l'Estació de França va posar fi a una etapa que s'havia iniciat el 1994. El Saló va acabar restant a l'Estació un total d'onze anys, malgrat que la ubicació al recinte ferroviari inicialment s'havia concebut com una solució provisional i a curt termini. Joan Navarro, aleshores director del Saló, afirmava el 1994 que «quan s'hagi acabat aquesta convocatòria [1994], hem de començar la missió impossible de buscar un nou emplaçament per a la següent edició, perquè l'Estació de França no estarà disponible». No obstant, no va ser fins al cap d'onze anys que el Saló es va buscar un altre emplaçament. A partir de 2005 el Saló tornaria a Fira de Barcelona.
A més de rècord de superfície, el Saló va clausurar amb un rècord d'assistència, quantificat en més de 92.000 visitanst.
Pel que fa als premis del Saló, la seva dotació es va incrementar, duplicant el pressupost de l'edició anterior.

## Cartell
El cartell fou dissenyat per Víctor Santos, proclamat Autor Revelació en el Saló de 2003. El cartell mostra a tres joves saltant d'alegria entre còmics i pàgines que volen per l'aire.

## Exposicions
- Wartime. Exposició antibel·licista que mostrà pàgines de la revista eslovena Warburger i de les històries publicades al còmic recopilatori Stripburek, publicacions en les quals hi participen dibuixants de l'Europa de l'Est. L'eix central de l'exposició fou la guerra i les seves conseqüències.[3]

- Alfredo Pons.[3] Exposició dedicada a Pons, pioner del còmic underground espanyol i fundador de la revista El Víbora, que havia mort el 23 d'abril de 2002.[2]

### Exposicions dedicades als guanyador del Saló de 2013
- Keko. Exposició dedicada a l'il·lustrador Keko, un dels autors més representatius de la moguda madrilenya del còmic dels anys 80 i guanyador de la Millor Obra del Saló de 2003 per la seva obra 4 botas.[2] L'exposició va estar ambientada en un bar de l'oest.

- Victor Santos. Exposició dedicada a Víctor Santos, Autor Revelació en el Saló de 2003.[2] L'exposició va estar ambientada en un univers fantàstic, pròxim al món de El Senyor dels Anells.

## Invitats
Entre els invitats internacionals va destacar la presència d'autors de còmic underground o indepentent com els estatunidencs Charles Burns i Craig Thompson, l'alemany Ralf König, els argentins José Muñoz i Carlos Sampayo, el maltès Joe Sacco, el japonès Suehiro Maruo o el francès Nicolas de Crécy. De l'Europa de l'Est, en representació de la revista Stripburek, van assistir al Saló l'eslovè Ivan Miotrevski i el txec Tomas Prokupek. A més, el món dels superherois va estar representat amb autors com Mike Allred, Paul Pope, Peter Milligan, Simon Bisley o Kevin Eatsman.

## Palmarès
En el palmarès van destacar els autors Víctor Santos i Luis Durán. Junts, els dos autors van arribar a acumular un total de 8 premis recollits consecutivament al llarg de les tres darreres edicions del Saló.
Per una banda, l'autor valencià Víctor Santos es va emportar dos dels Premis per votació popular pel seu còmic Los Reyes Elfos. La espada de los inocentes: el Premi del Públic a la Millor Obra i el Premi del Públic al Millor Guió, respectivament. D'aquesta manera, Víctor Santos aconseguia ser premiat per segon any consecutiu. En l'edició anterior, Santos havia sigut doblement proclamat Autor Revelació, per part del jurat del Saló i per part del públic, i havia obtingut el Premi del Públic a la Millor Obra per Los Reyes Elfos: La Emperatriz del Hielo. En dues edicions consecutives, doncs, l'autor valencià va aconseguir acumular la xifra inèdita de 5 premis: 2 premis del jurat i 3 premis del públic.
Per altra banda, l'autor basc Luis Durán fou premiat per tercer any consecutiu. Al Saló de 2002, Durán havia sigut proclamat Autor Revelació pel còmic Vanidad (Sinsentido), a l'edició de 2003 havia guanyat el Premi al Millor Guió per Atravesado por la flecha (Astiberri ) i enguany va repetir premi al Millor Guió per Antoine de las tormentas (Astiberri). L'autor basc va aconseguir acumular així 3 premis del jurat en 3 edicions consecutives.
Finalment, Lorenzo Gómez, amb la seva obra El diario sentimental de Julián Pi competia en tres categories: Millor obra, Autor revelació i Millor guió. No obstant, no se'n va endur cap guardó.

### Gran Premi del Saló
El guardó va comptar amb una dotació econòmica de 6.000 EUR.
- Horacio Altuna[9]

### Millor obra
Premi dotat amb 3.000 euros.
| Títol                              | Autor             | Editorial   |
| ---------------------------------- | ----------------- | ----------- |
| Mantecatos                         | Manel Fontdevila  | Glénat      |
| Antoine de las tormentas           | Luis Durán        | Astiberri   |
| El diario sentimental de Julián Pi | Lorenzo Gómez     | Astiberri   |
| Los días más largos                | Fermín Solís      | Balboa      |
| Modotti. Una mujer del siglo XX    | Ángel de la Calle | Sins Entido |

### Autor revelació
Premi dotat amb 3.000 euros.
| Títol               | Autor                              | Editorial |
| ------------------- | ---------------------------------- | --------- |
| Fermín Solís        | Los días más largos                |           |
| Miguel Brieva       |                                    |           |
| Lorenzo Gómez       | El diario sentimental de Julián Pi |           |
| Guillem March       |                                    |           |
| Santiago Valenzuela |                                    |           |

### Millor obra estrangera
Premi sense dotació econòmica.
| Títol                         | Títol original                 | Autor            | Editorial             | País         |
| Barrio Lejano                 | Haruka na Machi e              | Jiro Taniguchi   | Ponent Món            | Japó         |
| El corazón del imperio        | Heart of Empire                | Bryan Talbot     | Astiberri             | Estats Units |
| Hicksville                    | Hicksville                     | Dylan Horrocks   | Ed.de Ponent / Balboa | Nova Zelanda |
| Isaac el pirata. Las Américas | Isaac le pirate. Les Amériques | Christophe Blain | Norma                 | França       |
| Ventiladores Clyde            | Clyde Fans: Book 1             | Seth             | Sins Entido           | Canadà       |

### Millor fanzine
| Títol              |
| ------------------ |
| Cretino            |
| BD Banda           |
| Cabezabajo         |
| Punch! (Arruequen) |
| ¡Qué suerte!       |

### Millor guió
Premi dotat amb 3.000 euros.
| Títol                              | Autor             | Editorial   |
| ---------------------------------- | ----------------- | ----------- |
| Antoine de las tormentas           | Luis Durán        | Astiberri   |
| Ángel Sefija                       | Mauro Entrialgo   | El Jueves   |
| El diario sentimental de Julián Pi | Lorenzo Gómez     | Astiberri   |
| Modotti. Una mujer del siglo XX    | Ángel de la Calle | Sins Entido |
| Urbano. Mi colega invita           | Bernardo Vergara  | Astiberri   |

### Millor revista de/o sobre còmic
Premi dotat amb 6.000 EUR.
| Títol                      | Editorial |
| -------------------------- | --------- |
| El Víbora                  |           |
| Dos veces breve            |           |
| Nosotros somos los muertos |           |
| Tos                        |           |
| Trama                      |           |

### Premis del públic
| Categoria              | Títol                                       | Autor                  | Editorial   |
| ---------------------- | ------------------------------------------- | ---------------------- | ----------- |
| Millor obra            | Los Reyes Elfos. La espada de los inocentes | Víctor Santos          | Dude Comics |
| Millor guió            | Los Reyes Elfos. La espada de los inocentes | Víctor Santos          | Dude Comics |
| Millor obra estrangera | Lucifer: Escarceo con los condenados        | Carey, Gross i Ormston |             |
| Autor revelació        |                                             | Enrique V. Vegas       |             |